# Paola Zordan
Paola Basso Menna Barreto Gomes Zordan é uma artista plástica, educadora e pesquisadora brasileira.
Concluiu bacharelado em Desenho na UFRGS, onde também licenciou-se em Educação Artística e fez seu mestrado e doutorado em Educação. Foi professora do ensino fundamental em escolas públicas e privadas de Porto Alegre. Na UFRGS ocupou uma série de funções: em 2007 implementou os subprojetos de artes do Programa Institucional de Bolsas de Iniciação à Docência da CAPES, atuando como coordenadora das Artes Visuais neste programa até 2013; foi professora do Departamento de Ensino e Currículo até 2013; supervisora dos estágios docentes obrigatórios da Licenciatura em Artes Visuais até 2014, e coordenadora dos cursos de graduação em Artes Visuais de 2016 a 2018. É professora do Departamento de Artes Visuais da UFRGS e do Programa de Pós-graduação em Educação. Atua junto aos grupos de pesquisas Arte, Corpo, EnSigno; Escrileituras da Diferença em Educação, e DIF: Artistagens, Fabulações e Variações. É articuladora do projeto M.A.L.H. A. (Movimento Apaixonando pela Liberação de Humores Artísticos), produzindo instalações e performances em espaços públicos e institucionais. Em 2010 foi membro da Comissão Nacional de Avaliação do XI Prêmio Arte na Escola Cidadã, promovido pela Fundação Iochpe. Em 2016 foi Coordenadora Pedagógica da comissão de avaliação do Programa Nacional do Livro Didático do Ministério da Educação. É membro do Conselho Editorial do periódico Informe C3, voltado para os estudos de arte e educação.
Como pesquisadora e teórica da educação, seu trabalho analisa e propõe uma nova abordagem dos fundamentos, da prática e das relações entre a educação, a docência, o aprendizado, a ciência, a filosofia e a arte numa orientação pós-estruturalista. Destaca-se a filosofia da diferença entre seus principais focos de interesse, bem como os temas da escultura social, poéticas, micropolíticas, historiografia da arte, formação de professores, esquizoanálise, modos de aprendizagem, produções visuais, imagens de pensamento, entre outros. Tem grande bibliografia publicada e é uma referência em âmbito brasileiro entre os pesquisadores da filosofia da diferença. O livro Linhas de Escrita (2004), escrito em parceria com Tomaz Tadeu e Sandra Mara Corazza, é uma referência recorrente nos estudos que comentam a área educacional. Lou Gaffagni diz que Zordan "propõe uma estetização do campo da filosofia da educação", defendendo que a pesquisa ou a aula "envolvem não somente a criação de conceitos, mas a composição de afetos e blocos de sensação", compreendendo o saber escolar "como um conjunto de signos e sensações que traçam sua própria zona de imanência. [...] O trabalho do professor se alternaria entre as funções de artista e de filósofo. Zordan chega a afirmar que a produção do conhecimento escolar envolve igualmente as três áreas do pensamento: arte, ciência e filosofia. Tal posição coloca a filosofia da educação entre as matérias mais importantes para a produção de um plano de imanência".  Segundo Alan David Panizzi, Zordan trouxe importante contribuição para a reflexão "sobre os processos de assujeitamento ou de produção de singularidades na estética das práticas pedagógicas". Para Jorge Eiró da Silva, "o emparelhamento dos impulsos apolíneos e dionisíacos, como sugere Nietzsche, parece encadear-se nas relações entre a criação artística e a atividade docente, provocando, por força do atrito, nossas possibilidades interativas entre a arte e a educação. O que resulta na 'operação artista da vontade de potência' como já apontamos em Nietzsche-Deleuze, com o propósito da invenção de novas possibilidades de existência por meio das relações intensivas em a arte e a vida. Zordan insufla essa vita nova da arte na dimensão pedagógica reiterando: 'o que é importante para o campo educacional é a função que a arte tem no acontecimento da aprendizagem'.” Na apreciação de Oliveira & Aquino, ela é um dos poucos autores brasileiros dedicados à popularização da filosofia, considerando necessário remover a disciplina do seu encastelamento acadêmico para torná-la um instrumento de uso comum.